# Union Elektricitäts-Gesellschaft

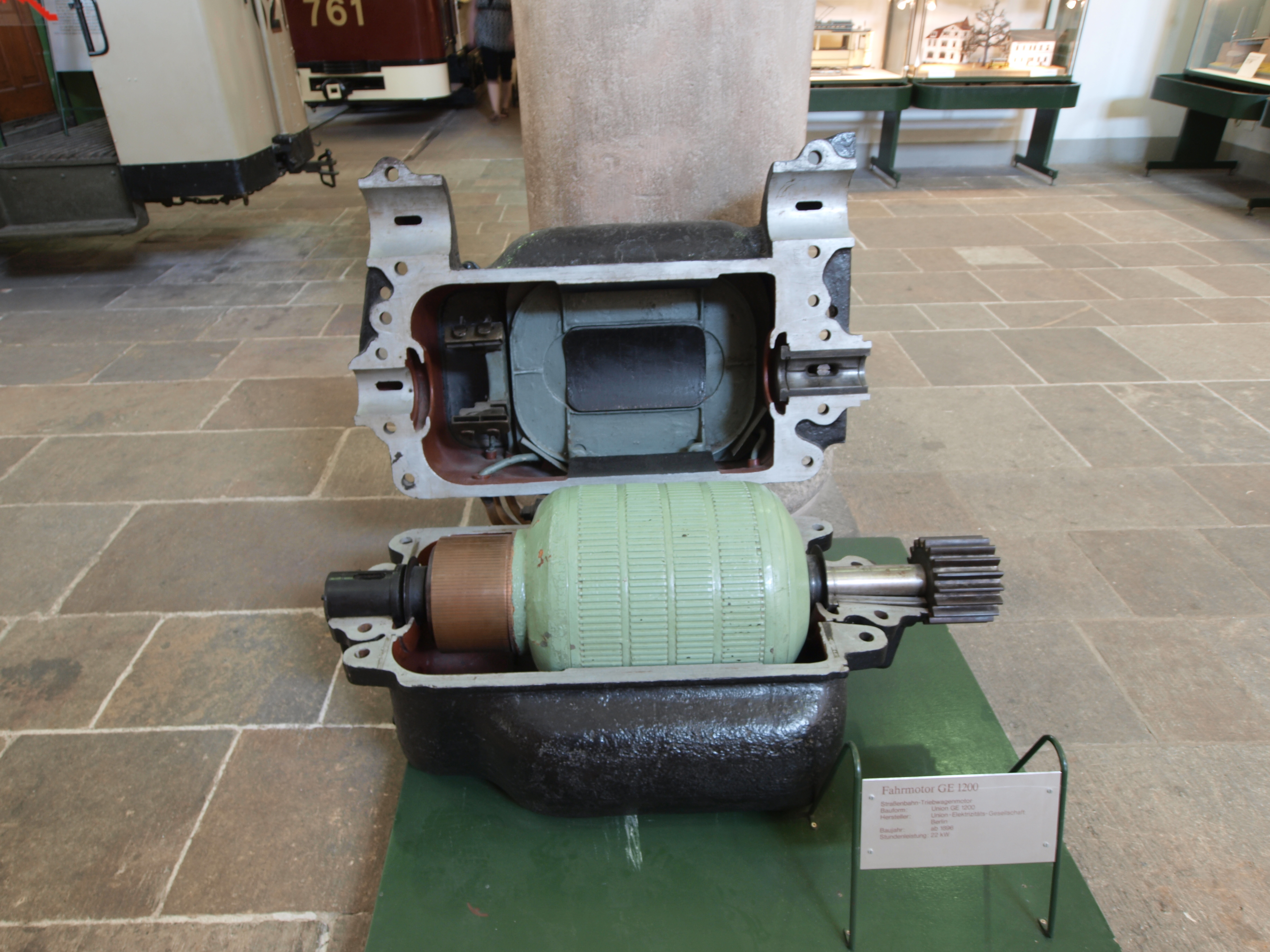
UEG-Elektromotor eines Straßenbahn-Triebwagens (Baujahr ab 1896) im Verkehrsmuseum Dresden

Die Union Electricitäts-Gesellschaft (UEG) mit Sitz in Berlin baute und betrieb zahlreiche Straßenbahnen in Deutschland und vielen anderen Ländern, bis sie 1904 vollkommen in der Allgemeinen Elektricitäts-Gesellschaft (AEG) aufging. In Österreich firmierte AEG in der Folge bis 1959 als AEG-Union, ehe sie in der ELIN aufging.

## Geschichte

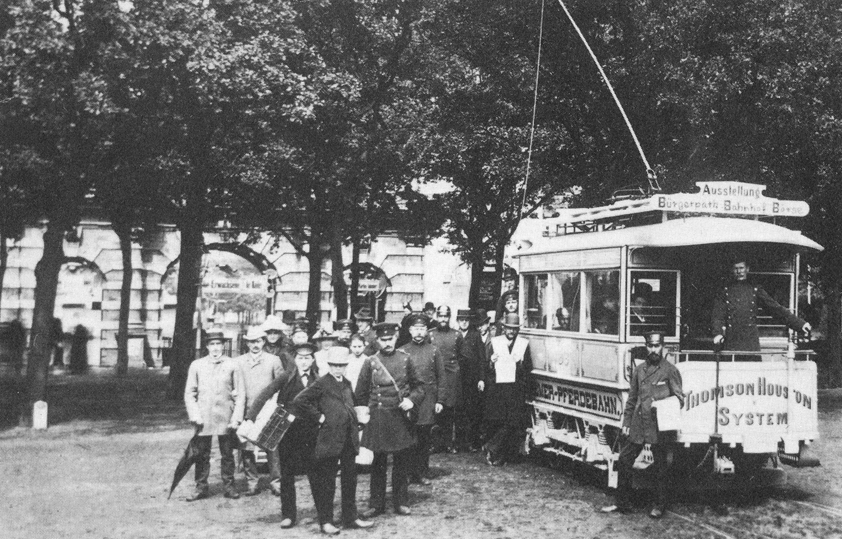
Erste elektrische Straßenbahn Europas nach dem Thomson-Houston-System in Bremen, 1890

Der Ursprung der UEG liegt in den Vereinigten Staaten von Amerika. Die dort 1882 entstandene Thomson-Houston Electric Company gründete am 5. Januar 1892 die UEG als Tochtergesellschaft, die ihre Interessen in Deutschland, Österreich-Ungarn, Belgien, den Niederlanden, Dänemark, Finnland, Schweden, Norwegen, Russland und der Türkei vertreten sollte. Außer der Thomson-Houston International Electric Company waren am Aktienkapital von 1,5 Millionen Mark auch die Ludwig Loewe & Co. KGaA und die Firma Thyssen & Co in Mülheim an der Ruhr beteiligt.
Die Muttergesellschaft Thomson-Houston Electric Company, die durch Übernahmen unter anderem das Patent für den Stangenstromabnehmer erworben hatte, vereinigte sich am 1. Juni 1892 mit der Sprague Electric Railway & Motor Company zur General Electric Company.
Eine 1,6 Kilometer lange Strecke in Bremen, die 1890 vom Rathaus über den Bahnhof zur Industrie- und Gewerbeausstellung führte, war die erste elektrische Straßenbahn Europas nach dem Thomson-Houston-System. Zahlreiche weitere Betriebe folgten. Als Tochtergesellschaft im damaligen Österreich-Ungarn gründete man 1898 die Österreichische Union Electrizitäts-Gesellschaft mit Sitz in Wien. Erster Leiter wurde Emil Futter.
Am 7. April 1903 wurde eine Interessengemeinschaft zwischen der AEG und der UEG vereinbart. Bald darauf wurde am 27. Februar 1904 beschlossen, die UEG vollständig mit der AEG zu verschmelzen; die Selbstständigkeit der UEG war damit beendet. In Österreich hieß die fusionierte Firma bis zur Verstaatlichung 1959 weiterhin AEG-Union Elektrizitäts-Gesellschaft.
Die 2008 umgebaute Pöstlingbergbahn in Linz fuhr bis dahin mit Triebwagen, welche noch mit Fahrschaltern und Motoren der UEG (gebaut ab 1898), sowie Stangenstromabnehmern nach dem System Thomson-Houston ausgestattet waren.

## Bedeutung der UEG
Die UEG gehörte zu den bedeutendsten Unternehmen in Deutschland, die über die technischen Kenntnisse zum Bau elektrischer Straßenbahnen verfügten. Nach dem System Thomson-Houston waren bis 1892 weltweit bereits 176 elektrische Bahnen entstanden, die eine Gesamtlänge von 3246 Kilometern aufwiesen und von 2640 Triebwagen befahren wurden.

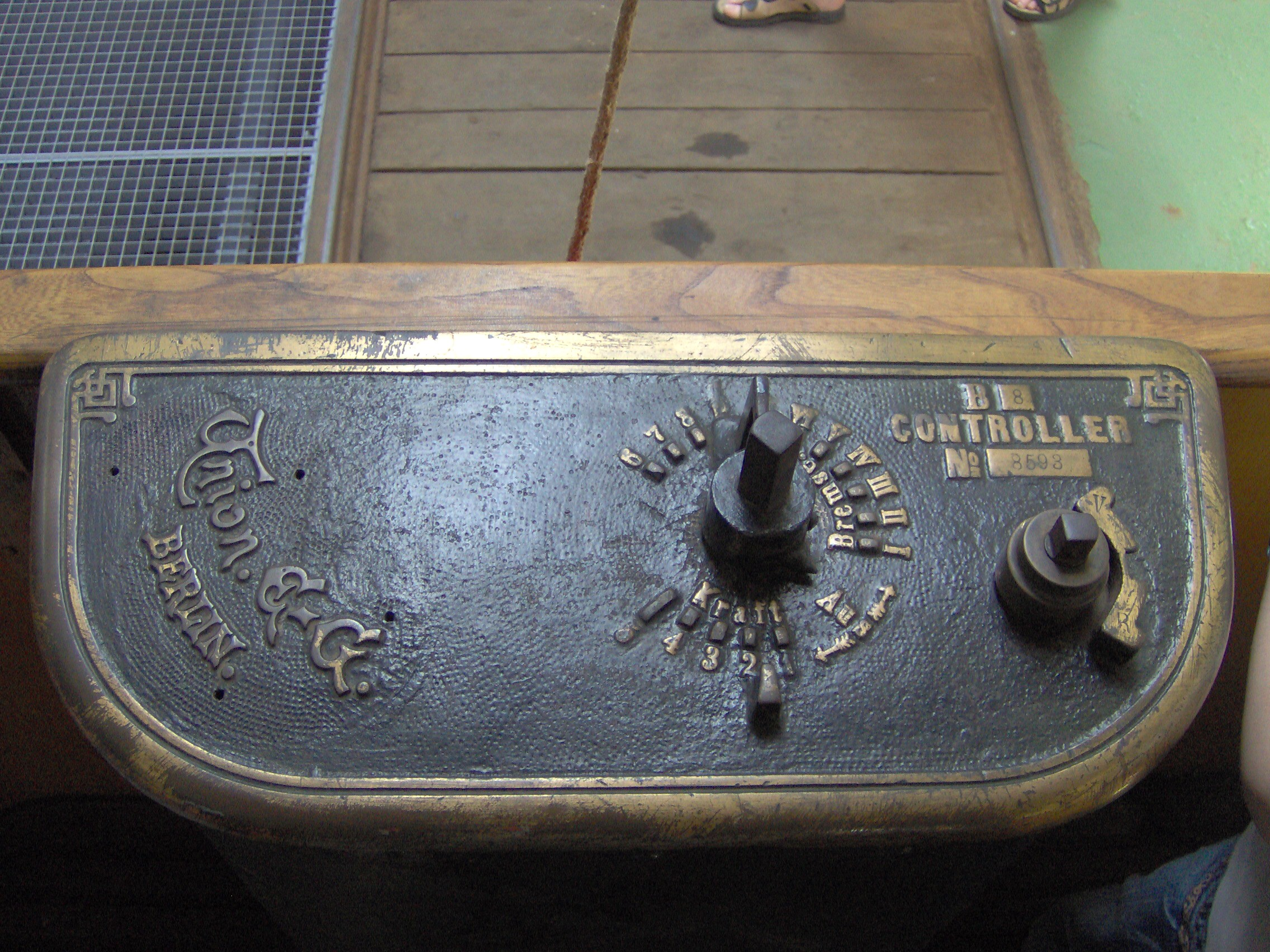
Fahrschalter der UEG beim ältesten Triebwagen der Straßenbahn Brno (Tschechien) von 1899

In den folgenden zwölf Jahren baute die UEG – vor allem in Europa – weitere 2400 Kilometer elektrische Bahnen und lieferte 5285 Triebwagen an über siebzig Straßenbahnunternehmen. Darunter waren:
- 1892 Bremen
- 1893 Essen, Remscheid
- 1894 Erfurt, Gotha, Hamburg (Ringbahn), Straßenbahn Gmunden (Fahrzeuge)
- 1895 Elbing, München
- 1896 Barmen–Elberfeld, Berlin (Große Berliner Straßenbahn), Elberfeld (Nord-Süd), Leipzig, Wiesbaden
- 1897 Aachen, Ruhrort (Kreisbahn), Solingen Stadt, Wien, Linz
- 1898 Herne–Recklinghausen, Albtalbahn, Posen, Solingen (Kreisbahn), Pöstlingbergbahn
- 1899 Berlin (Westliche und Südliche Berliner Vorortbahn), Halle, Koblenz, Magdeburg, Meißen, Brünn
- 1900 Elberfeld–Cronenberg und -Sudberg, Rundbahn, Krefeld, Mülheim/Ruhr
- 1901 Breslau (Straßen-Eisenbahn-Ges.), Dessau, Wiesloch (Lokalbahn)
- 1902 Metz, Bahnstrecke Triest–Opicina (mit Zahnradstrecke)
- 1903 Stubaitalbahn, erste Bahn der Welt mit hochgespanntem Wechselstrom
- 1907 Rittner Bahn

Außer Straßenbahnen umfasste die Produktion auch Elektrolokomotiven für Eisenbahnen, insbesondere für Bergwerksbahnen, wie in Esch an der Alzette in Luxemburg. Im Jahr 1901 erhielt das Gruhlwerk bei Kierberg im Rheinland die ersten elektrischen Abraum-Lokomotiven im deutschen Braunkohletagebau von der UEG.